# 前田遼一
前田遼一（1981年10月9日—），已退役日本足球運動員，前日本國家足球隊成員，司職前鋒。

## 早期生涯
前田辽一1981年10月9日出生在日本的兵库县神户市，身高1米84，体重79公斤，司职前锋。1岁时随家人移居美国，童年和少年时期在洛杉矶长大，后随家人返回日本。
曾就读于横滨的鸭志田绿小学，东京都的晓星中学以及晓星高校。在鸭志田绿小学读书时初次接触足球，在晓星中学以及晓星高校就读时，曾成为东京都选拔队以及日本国青队选拔队成员，并曾入选日本U18代表队，亦曾被川崎绿茵选为强化制定球员。

## 俱樂部生涯
2000年，年仅19岁的前田辽一虽得到庆应义塾大学的入学推荐，但他同时也得到13家日职俱乐部的邀请，他最终决定放弃学业，决定投身职业足球，并最终选择了磐田喜悦。
初登日本职业联赛的他由于俱乐部功勋中山雅史的存在再加上长期伤病的问题，前田辽一获得出场机会极少，3个赛季下来累计在联赛中出场仅有14次，打进2球。在2000年，他成为继小野伸二之后，第2位夺得亚洲年度最佳青年球员的日本球员。2000年5月3日在与川崎前锋联赛中首次登场亮相，同年8月28日，在与千叶市原的联赛杯中，他打进职业生涯的首粒进球。2001年9月1日在与清水心跳的比赛中，打进了在联赛中的首球。
2003年，从右膝外侧半月板断裂伤病中恢复的前田辽一，取代因伤病缺席的中山雅史被升上锋线，他也由此从一名中场球员转型为锋线球员。该赛季成为主力的前田辽一，在磐田喜悦所参加的各项赛事中，合共出场42次，打进13球，其中联赛中出场28次，打进7球。
2004年，前田辽一继续保持良好的竞技状态，在在磐田喜悦所参加的各项赛事中，累计出场41次，同样打进13球，其中联赛中出场27次，打进8球。
前田辽一2005赛季日职联赛进球数首次突破两位数，25场比赛，打进12球。2006赛季他再次将自己单赛季的联赛进球数刷新，27场联赛打进15粒进球。
2007年，先后有6支球队被前田辽一攻入其赛季首球后，最终都降级。2007赛季由于右膝半月板再次受伤，前田辽一直至第14轮才在联赛中取得首粒进球，并帮助磐田喜悦2∶1战胜甲府风林，而甲府风林赛季末排名第17位的甲府风林降级。他在本赛季共出场22次，打进12粒进球。
2008年，同样受到伤病问题，在联赛中缺席数轮的他在22场联赛中，仍就打进8球。联赛的第19轮，前田辽一在磐田喜悦与东京绿茵的比赛中，打进联赛首球，帮助球队1：1战平对手，结果东京绿茵赛季结束排名第17位降级。
2009年，前田辽一摆脱伤病问题的他在34场联赛中打进20球，成为联赛历史上第5位荣膺射手王的本土球员，同时也是继中山雅史、高原直泰之后第3位获此殊荣的磐田喜悦球员。赛季结束，前田辽一入选联赛最佳11人。在该赛季前田辽一的赛季联赛首球，最终导致最终联赛排名第18位的千叶市原降入日乙联赛。
2010年前田辽一获得了联赛射手王的称号，他与名古屋鲸鱼的澳洲籍前锋约书亚·肯尼迪同打进17球。他也由此成为是继前辈中山雅史之后，第2位连续奪得联赛最佳射手的球员，同时也是首位获得此项殊荣的球员。赛季结束，他同样入选联赛年度最佳11人阵容。其次是在该赛他率队捧起了日本联赛杯，此前尽管在2002赛季曾随队捧起联赛冠军奖杯，但仅仅是替补角色。作为球队捧杯功臣，他出场10次，打进3球，赛后当选MVP。还有就是，11月27日在与名古屋鲸鱼的比赛中的进球，使他成为联赛历史第9位打进百球的球员，也是完成这一纪录最年轻的球员。尽管在联赛的第4轮，前田辽一的赛季首球未能避免球队2比3负于京都不死鸟，但联赛最终排名第17位的京都不死鸟降入日乙联赛。
2011年，前田辽一在联赛中出场28次，打进14球继续保持着极高的进球率，该赛季在联赛的第10轮，前田辽一赛季首次进球便梅开二度，帮助球队4：0击败对手，赛季末排名第18的山形山神降级。
2012年，联赛最终排名第12位，仅高出降级区7分。作为高产的射手，前田辽一仍旧为球队打进13粒进球。其中，被其攻入首球的国内霸主大阪飞脚在赛季末遭到降级。
2014年，前田辽一没有选择离开，而是选择了坚守，与磐田喜悦一同参加日乙联赛，然而球队最终排名第4，在升级附加赛半决赛中被山形山神击败，无缘重返日职联赛，在该赛季的日乙联赛中，打进17球，射手榜与哥伦比亚球员纳萨里特并列第4。
2014年12月29日，FC东京官方宣布前田辽一正式加盟，
2021年初，效力于FC岐阜的前日本国脚前锋前田辽一表明了个人退役决定。

## 國家隊生涯
前田辽一在高校时就曾入选过日本U18青年队，2000年代表日本U19青年队参加了在伊朗举行的亚洲青年锦标赛，帮助球队获得亚军，他同时荣膺该项赛事最佳球员。 2001年代表日本U20青年队参加了在阿根廷举行的世界青年锦标赛，与卡卡，萨维奥拉以及范德法特等明星同场竞技。2004年入选日本U23国家队参加了雅典奥运会亚洲区预选赛，遗憾的是未能入选最终征战决赛圈比赛大名单。
其实早在2001年10月，年满20岁的前田辽一便成被招入日本国家集训队，但直到2007年8月22日才在友谊赛与喀麦隆的比赛中完成其在国家队的首秀，而他在国家队的首球则是在同年10月17日的亚非足球对抗赛（亚洲杯冠军与非洲冠军之间的比赛）中与埃及比赛中打进，最终帮助日本队夺取亚非足球对抗赛的冠军。
在2011年作为球队的主力前锋，帮助日本队在卡塔尔第四次捧起亚洲杯的冠军奖杯，首发6次，打进3球，是日本队最终夺冠的功臣之一。
前田辽一最后一次在国际大赛中亮相，是在2013年联合会杯上，在小组赛与巴西，意大利以及墨西哥的小组赛上，他均有出场纪录，但未有取得进球。

## 技術特點
前田辽一在体能、射术、盘扭、走位配合等的能力相当高，身高183厘米，左右脚均能取得入球。

## 個人生活
2007年10月9日，前田辽一26岁生日时结婚，妻子姓名不详，是位职业女性，婚后育有一双儿女。

## 外部連結
- Japan National Football Team Database （页面存档备份，存于）
- 日本職業足球聯賽中的前田遼一 （日語）
- プロフィール （页面存档备份，存于） - スポーツコンサルティングジャパン
- プロフィール (2008年) （页面存档备份，存于） - 日本サッカー協会
- プロフィール (2013年) （页面存档备份，存于） - 日本サッカー協会
- プロフィール (2014年) （页面存档备份，存于） - ジュビロ磐田
- プロフィール （页面存档备份，存于） - FC東京
- 前田遼一 – FIFA國際賽競賽紀錄 (存檔)（英文）
- 前田遼一在National-Football-Teams.com的資料（英文）
- Soccerway資料庫：前田遼一 （英文）
- 前田遼一、コパ・ムンディアルを大いに語る (1/3) （页面存档备份，存于） , (2/3) （页面存档备份，存于） , (3/3) （页面存档备份，存于） - King Gear (2016年10月17日 - 21日)